# دودا سامپایو
دودا سامپایو (پرتغالی: Duda Sampaio؛ زادهٔ ۱۸ مهٔ ۲۰۰۱) بازیکن فوتبال زن اهل برزیل است.
وی همچنین در تیم ملی فوتبال زنان برزیل بازی کرده است.